# Marie-Sára Štochlová
Marie-Sára Štochlová (Hořovice, 11 de marzo de 1999) es una jugadora de voleibol de playa checa.

## Carrera
Inicialmente jugó voleibol de interior en su juventud y también jugó en la arena durante algunos años. Desde 2015 se centra exclusivamente en el voleibol playa. Con Martina Maixnerová se proclamó campeona de Europa sub-18 en Brno en 2016.
En 2021 ganó el torneo de 1 estrella en Liubliana con Martina Bonnerová y quedó segunda en el torneo de 2 estrellas en Brno. Štochlová/Bonnerová también ganaron el campeonato checo.
Desde agosto de 2021, Štochlová juega junto a Barbora Hermannová. Los mejores resultados en el recién creado World Beach Pro Tour 2022 fueron un segundo puesto en julio en el torneo Challenge en Agadir, Marruecos, y una victoria en octubre en el primer torneo Challenge en Dubái. La temporada siguiente ganaron el bronce en el Challenge de Edmonton y terminaron decimoséptimo en los Campeonatos Mundial y Europeo. Entre estos eventos ganaron el Futures en su ciudad natal, Brno, y el Campeonato Checo.
El mejor resultado en el Pro Tour 2024 fue la participación en los octavos de final en el Elite16 en la segunda ciudad más grande de su país de origen. Antes de que Štochlová/Hermannová quedaran terceros en su grupo en la ronda del perdedor afortunado de los Juegos Olímpicos de París 2024, ya habían sido perdedores afortunados dos veces e incluso se clasificaron para este evento. En la ronda preliminar de la Copa de Naciones de 2024, en realidad habrían quedado eliminados como segundos del Grupo B, pero se beneficiaron de que no se alcanzó el objetivo de fuerza para la ronda final y se les permitió ascender debido a su posición en la clasificación de la CEV por países. También quedaron segundos en la competición real. Como las neerlandesas que les precedieron no cumplían los criterios nacionales para participar en los Juegos Olímpicos, a las checas se les permitió participar en el evento. La tercera edición de la temporada de perdedor afortunado no terminó felizmente para ellos, ya que tuvieron que competir contra las medallistas de bronce Melissa/Brandie. Tras la derrota, Štochlová/Hermannová terminaron empatadas en el decimoséptimo puesto de la clasificación general. Como ganadoras de grupo en el Campeonato Europeo, también ganaron los octavos de final contra E. van Driel/Bröring, pero luego perdieron contra Paulikienė/Raupelytė y terminaron quintas.